# Temnopleuridea
Temnopleuridea Kroh & Smith, 2010 (anteriormente Temnopleuroida Mortensen, 1942) é uma  infraordem de ouriços-do-mar pertencentes à ordem Camarodonta que se caracterizam pela presença de grandes placas fundidas no topo de lanterna de Aristóteles. O esqueleto (a testa) é em geral esculpida e apresenta tubérculos perfurados.

## Taxonomia
A inraordem Temnopleuridea inclui as seguintes famílias e géneros:
- Famille Temnopleuridae (A. Agassiz, 1872)
  - Genre Amblypneustes (Agassiz, 1841b)
  - Genre Holopneustes (Agassiz, 1841c)
  - Genre Mespilia (Desor, in Agassiz & Desor, 1846)
  - Genre Microcyphus (Agassiz, in Agassiz & Desor, 1846)
  - Genre Pseudechinus (Mortensen, 1903)
  - Genre Salmaciella (Mortensen, 1942)
  - Genre Salmacis (Agassiz, 1841c)
  - Genre Temnopleurus (Agassiz, 1841b)
  - Genre Temnotrema (Agassiz, 1864)
- famille Toxopneustidae (Troschel, 1872)
  - Genre Lytechinus (Agassiz, 1863)
  - Genre Pseudoboletia (Troschel, 1869)
  - Genre Sphaerechinus (Desor, 1856)
  - Genre Toxopneustes (Agassiz, 1841b)
  - Genre Tripneustes (Agassiz, 1841b)

As anteriores classificações consideram Temnopleuridea como a ordem Temnopleuroida (portanto ao mesmo nível e independente de Camarodonta (o que não é reconhecido pelos outros organismos de classificação). Em consequência, o agrupamento taxonómico Toxopneustidae é colocado nesta mesma ordem, incluído na infraordem Echinidea e da superfamília dos Odontophora.

## Galeria

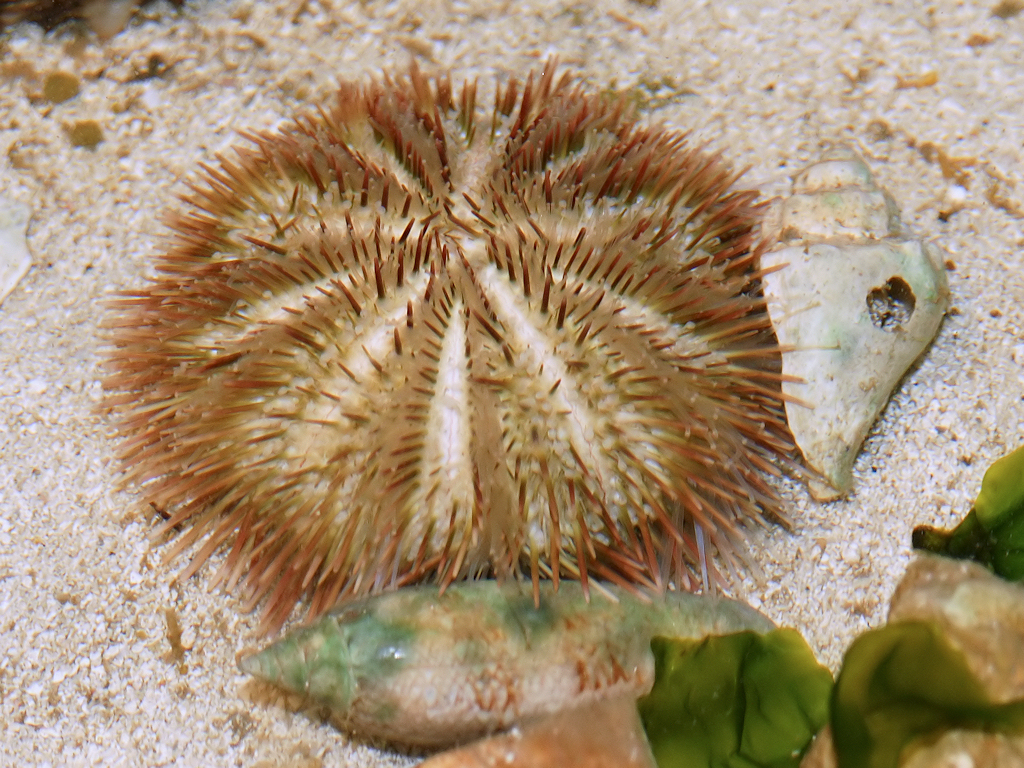
Lytechinus variegatus
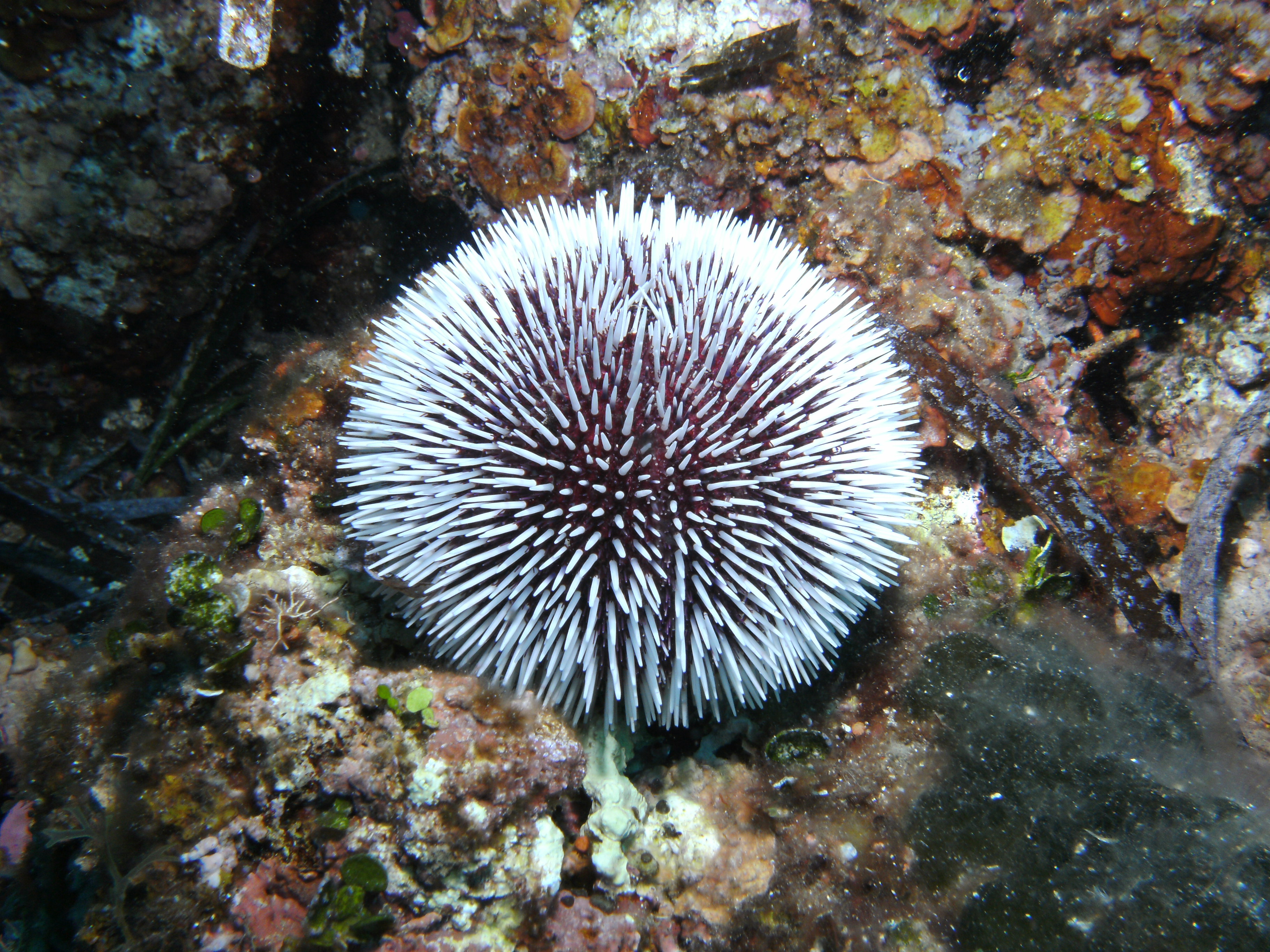
Sphaerechinus granularis
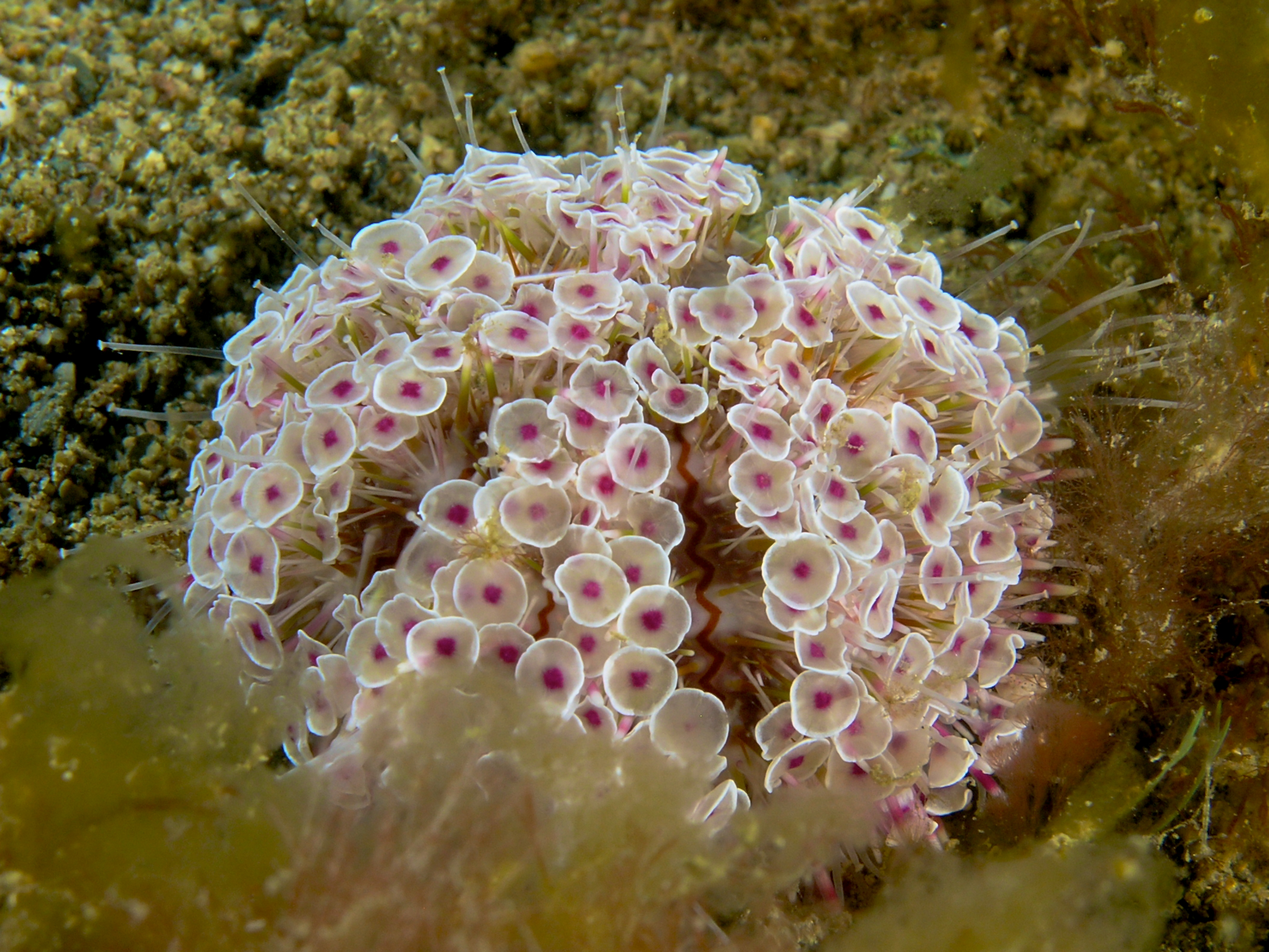
Toxopneustes pileolus
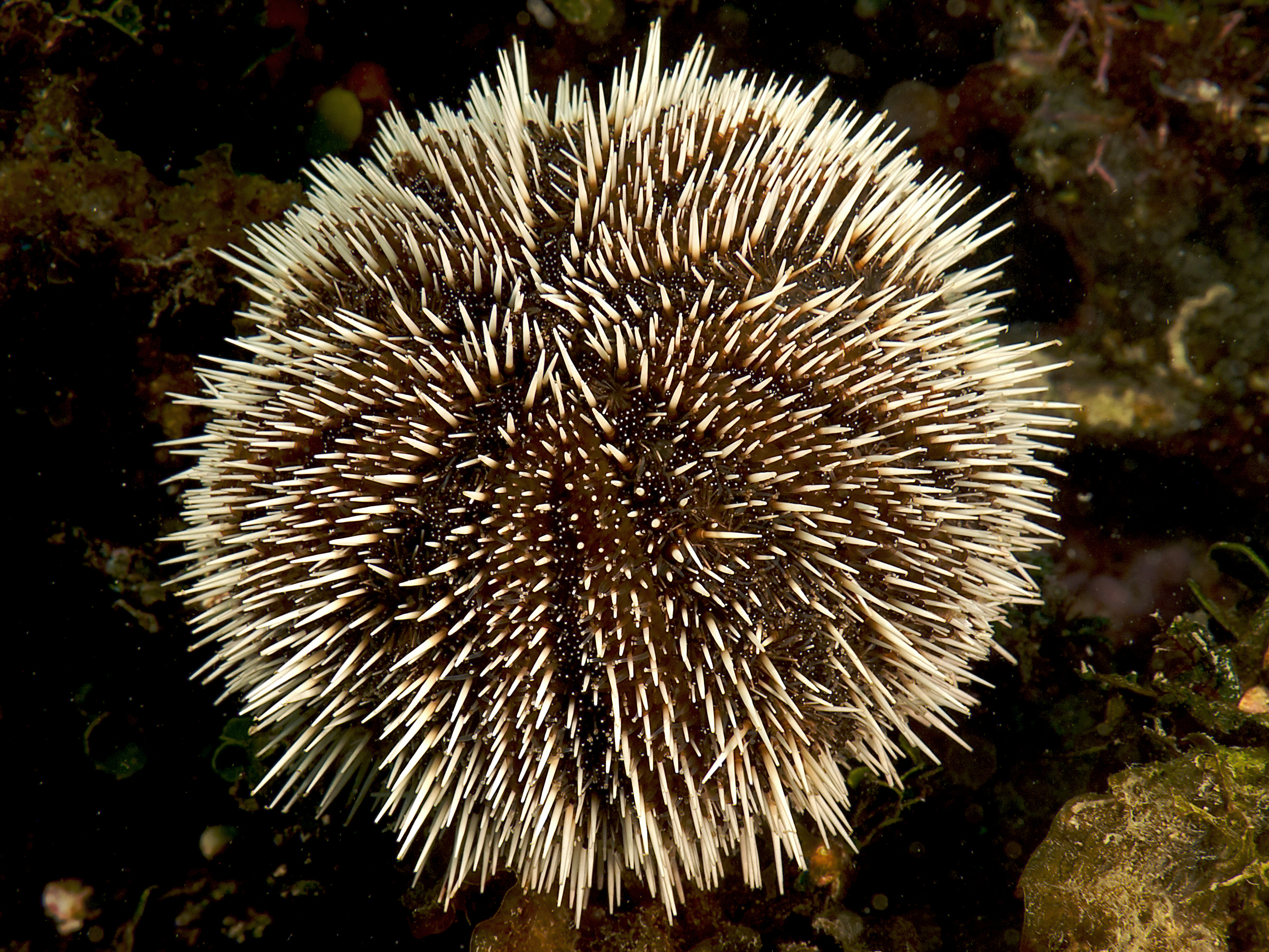
Tripneustes ventricosus